# Marisol García (periodista)
Marisol García Correa (Estados Unidos, 1973) es una periodista chilena especializada en música popular nacional.

## Biografía
Nacida en Míchigan, García Correa estudió periodismo en la Universidad Diego Portales en Santiago. Posteriormente cursó un magíster en Arte, Cultura y Pensamiento Americano por la Universidad de Santiago.
García se ha especializado en la investigación sobre música chilena y el vínculo entre canción e historia contemporánea del mismo país. Desde 1995 colabora con diarios, revistas y radios chilenos, y ha trabajado en tareas de investigación para documentales, libros y exposiciones en museos y bibliotecas.
En 2006, junto a los periodistas Iñigo Díaz, Rodrigo Alarcón y Jorge Leiva, García fundó la iniciativa web chilena Música Popular, un repositorio gratuito con casi 3.000 biografías de músicos y bandas chilenassobre "el patrimonio musical chileno". Asimismo, es directora de prensa y contenidos del Festival In-Edit Chile, el único encuentro sobre cine y documental musical en Chile.
En 2014 recibió el premio de Investigación Periodística en el Premio Municipal de Literatura de Santiago gracias a Canción valiente 1960-1989. Tres décadas de canto social y político.
Cuatro años más tarde, su libro Llora, corazón: el latido de la canción cebolla recibió el Premio Pulsar a Mejor Publicación Musical Literaria. En 2019 recibió el Premio Pulsar al Fomento de la Música y el Patrimonio. Al año siguiente, fue nominada junto a Carlos Contreras en la categoría Mejor Publicación Musical Literaria del mismo certamen por el libro Lucho Gatica.
Entre 2022 y 2024 fue editora de la sección de Opinión de Cíper. García también ha sido consultora de bandas sonoras cinematográficas, incluyendo Una mujer fantástica, La memoria infinita y Gloria.

## Publicaciones
- 2013: Canción valiente 1960-1989. Tres décadas de canto social y político
- 2016: Violeta Parra en sus palabras (1954-1967), como editora[15]
- 2017: Llora, corazón: el latido de la canción cebolla
- 2018: Claudio Arrau
- 2019: Lucho Gatica, junto a Carlos Contreras
- 2023: Al estilo pánico: música y manifiesto

## Reconocimientos
- 2014: Premio Municipal de Literatura de Santiago a Investigación Periodística por Canción valiente 1960-1989. Tres décadas de canto social y político.[5]
- 2018: Premio Pulsar a Mejor Publicación Musical Literaria por Llora, corazón: el latido de la canción cebolla.[10]
- 2019: Premio Pulsar al Fomento de la Música y el Patrimonio.[11]